# Benizelos Rufos
Benizelos Rufos (en griego: Μπενιζέλος Ρούφος; 1795-1868) fue un político griego.

## Biografía
Rufos nació en Patras en 1795, miembro de la rica familia Rufos-Kanakaris. Era hijo de Athanasios Kanakaris que luchó durante la Guerra de independencia de Grecia. Fue Primer Ministro 3 veces en 1863, 1865 y 1865-1866. Murió en 1868.

## Anexos externos
- Wikimedia Commons alberga una categoría multimedia sobre Benizelos Rufos.

| Predecesor: Diomidis Kiriakos        | Primer ministro de Grecia 1863      | Sucesor: Dimitrios Voulgaris      |
| Predecesor: Konstantinos Kanaris     | Primer ministro de Grecia 1865      | Sucesor: Alexandros Koumoundouros |
| Predecesor: Epameinontas Deligeorgis | Primer ministro de Grecia 1865-1866 | Sucesor: Dimitrios Voulgaris      |

- Datos: Q817367
- Multimedia: Benizelos Roufos / Q817367